# Michaela Prinzinger
Michaela Prinzinger (* 6. März 1963 in Wien) ist eine Neogräzistin, freie Autorin, Dolmetscherin und Übersetzerin.

## Leben
Nach dem Studium der Byzantinistik, Neogräzistik und Turkologie/Islamwissenschaft an der Universität Wien und der Promotion (1995) im Fach Neogräzistik an der Freien Universität Berlin war Prinzinger zunächst wissenschaftliche Mitarbeiterin am dortigen Byzantinisch-Neugriechischen Seminar, später Universitätslektorin in Wien, Post-doctoral Fellow an der Princeton University und Habilitationsstipendiatin des Fonds zur Förderung der wissenschaftlichen Forschung in Wien. Seit 1995 ist sie als freie Autorin, Dolmetscherin und Übersetzerin in Berlin tätig.
Für ihre zahlreichen Literaturübersetzungen aus dem Griechischen wurde sie durch die Übersetzerwerkstatt des Literarischen Colloquiums Berlin, den Deutschen Übersetzerfonds und die Literaturabteilung des österreichischen Bundeskanzleramtes gefördert.
Im August 2014 stellte Michaela Prinzinger ihr deutsch-griechisches Internetportal diablog.eu zur Förderung der griechischen Sprache, Kultur und des deutsch-griechischen Verständnisses vor. Diese Initiative wurde 2015 für den Berliner Europa-Preis Blauer Bär nominiert. 2017 wurde in Berlin der gemeinnützige Verein Diablog Vision e. V. unter dem Vorsitz von Michaela Prinzinger gegründet.
Sie hatte die künstlerische Leitung des viertägigen griechisch-deutschen Literatursymposiums Syn_Energy Berlin_Athen, 17.–21. Oktober 2018, in Kooperation mit Lettrétage e. V. und der Stavros Niarchos Foundation inne sowie der dreiteiligen Lesereihe Greek Writers@Berlin, unterstützt von der Berliner Senatsverwaltung für Kultur und Europa, am 19. September, 14. Oktober und 21. November 2019 im Berliner Literaturhaus Lettrétage.
Prinzinger ist Mitglied im Verband deutschsprachiger Übersetzer literarischer und wissenschaftlicher Werke, VdÜ. Für die Fachzeitschrift des VdÜ, Übersetzen, wirkt sie seit 2019 im redaktionellen Beirat mit.
Auf der Leipziger Buchmesse 2019 wurden Arbeitsjournale von Camille Luscher und Michaela Prinzinger im Rahmen des TOLEDO-Förderprogramms vorgestellt.

## Auszeichnungen
- Joachim-Tiburtius-Anerkennungspreis (Berlin 1995)
- Literaturförderpreis beim Kulturpreis Neukölln (Berlin 1995)
- Griechisch-Deutscher Übersetzerpreis (München 2003, vergeben durch Goethe-Institut und Nationales Buchzentrum Athen EKEBI)
- Österreichischer Staatspreis für literarische Übersetzung 2015 (Klagenfurt 2016)
- Preis des Johann-Heinrich-Voß-Literaturhauses für die Übersetzung des Romans Athos der Förster von Maria Stefanopoulou aus dem Griechischen (Penzlin, 2023)

## Übersetzungen (Auswahl)
Petros Markaris
- Hellas Channel. Ein Fall für Kostas Charitos, Roman, Diogenes 2000, ISBN 978-3-257-23282-0.
- Nachtfalter. Ein Fall für Kostas Charitos, Roman, Diogenes 2001, ISBN 978-3-257-23353-7.
- Live! Ein Fall für Kostas Charitos, Roman, Diogenes 2004, ISBN 978-3-257-23474-9.
- Balkan Blues, Erzählungen, Diogenes 2005, ISBN 978-3-257-23625-5.
- Der Großaktionär. Ein Fall für Kostas Charitos, Roman, Diogenes 2006, ISBN 978-3-257-23787-0.
- Wiederholungstäter, Ein Leben zwischen Istanbul, Athen und Wien, Diogenes 2008, ISBN 978-3-257-06639-5.
- Die Kinderfrau. Ein Fall für Kostas Charitos, Roman, Diogenes 2009, ISBN 978-3-257-24041-2.
- Quer durch Athen. Eine Reise von Piräus nach Kifisia, Hanser 2010, ISBN 978-3-257-24248-5.
- Faule Kredite. Ein Fall für Kostas Charitos, Roman, Diogenes 2011, ISBN 978-3-257-24206-5.
- Zahltag. Ein Fall für Kostas Charitos, Roman, Diogenes 2012, ISBN 978-3-257-24268-3.
- Abrechnung. Ein Fall für Kostas Charitos, Roman, Diogenes 2013, ISBN 978-3-257-24303-1.
- Zurück auf Start. Ein Fall für Kostas Charitos, Roman, Diogenes 2015, ISBN 978-3-257-06925-9.
- Der Tod des Odysseus, Erzählungen, Diogenes 2016, ISBN 978-3-257-06979-2.
- Offshore. Ein Fall für Kostas Charitos, Roman, Diogenes 2017, ISBN 978-3-257-07003-3.
- Drei Grazien. Ein Fall für Kostas Charitos, Roman, Diogenes 2018. ISBN 978-3-257-07041-5
- Tagebuch einer Ewigkeit. Am Set mit Theo Angelopoulos, Diogenes 2019. ISBN 978-3-257-07065-1
- Zeiten der Heuchelei. Ein Fall für Kostas Charitos, Roman, Diogenes 2020. ISBN 978-3-257-07083-5

Ioanna Karystiani
- Schattenhochzeit, Roman, Suhrkamp 2003, ISBN 978-3-518-41472-9.
- Die Augen des Meeres, Roman, Suhrkamp 2009, ISBN 978-3-458-35729-2.

Rea Galanaki
- Das Leben des Ismail Ferik Pascha, Roman, Suhrkamp 2001, ISBN 978-3-518-41289-3.

Andreas Staikos
- Kulinarische Liebschaften, Roman, Eichborn 2001, ISBN 978-3-8218-0837-6.

Mara Meimaridi
- Die Hexen von Smyrna, Roman, Insel 2011, ISBN 978-3-458-35927-2.

Emilios Solomou
- Im Sternbild der Kykladen, Roman, Verlag der Griechenland Zeitung, Athen 2015, ISBN 978-3-99021-010-9.

Kaiti Manolopoulou
- Juni ohne Ernte (Distomo, 1944), Verlag der Griechenland Zeitung Athen 2016, ISBN 978-3-99021-014-7.

Marios Michaelides
- Östlich von Antalya, nördlich von Nikosia, Roman, Verlag auf dem Ruffel, Engelschoff 2016, ISBN 978-3-933847-58-4.

Nikos Kazantzakis
- Der Palast von Knossos, Jugendroman, Verlag der Griechenland Zeitung, Athen 2016, ISBN 978-3-99021-018-5.

Heinz Salvator Kounio
- (zusammen mit Athanassios Tsingas) Ein Liter Suppe und 60 Gramm Brot. Das Tagebuch des Gefangenen 109565, Hentrich & Hentrich 2016, ISBN 978-3-95565-162-6.

Maria Stefanopoulou
- Athos der Förster, Roman, Elfenbein Verlag 2019. ISBN 978-3-96160-003-8

## Schriften
- Mythen, Metaphern und Metamorphosen. Weibliche Parodie in der zeitgenössischen griechischen Literatur. Metzler, Stuttgart 1997 (Ergebnisse der Frauenforschung, Bd. 45) (zugleich: Diss. FU Berlin 1995) ISBN 3-476-01528-9
- Kreta. Ein Reisebegleiter. Insel 2006, ISBN 978-3-458-34903-7.